# Arsenal del Kremlin (Moscú)
En la parte noroeste del Kremlin de Moscú, entre las torres de la Trinidad y de San Nicolás, se extiende el espacioso edificio del Arsenal (en ruso Арсенал), que tiene un amplio patio interior.
La arquitectura del Arsenal se distingue por su carácter monumental y su sencillez. Se comenzó a construir en 1702 por orden de Pedro I para fabricar y depositar en él toda clase de armas e instalar un museo de implementos militares capturados a los invasores extranjeros.
Las obras, iniciadas en 1702, fueron interrumpidas en 1706, a causa de la Gran Guerra del Norte contra Suecia. Tan solo se reanudaron en 1722. En el incendio de 1737 ardió parte del Arsenal. Los trabajos de restauración duraron muchos años, concluyendo estos entre los años 1783-1787. En 1812 las tropas napoleónicas volaron una parte del Arsenal. En 1816-1828 el arquitecto Osip Bové lo reconstruyó, dándole el aspecto que se conserva hasta nuestros días.
El edificio del Arsenal consta de dos plantas, a las que sirve de remate una sólida cornisa con un friso de piedra blanca labrada. La fachada de la primera planta está almohadillada. En ella, con bastante separación, hay ventanas pareadas que penetran profundamente ene el muro de dos metros de espesor, subrayando la robustez del mismo. El edificio tiene 20 metros de altura. En el estilo del Arsenal se combinan los rasgos de la arquitectura de la época de Pedro I con las ornamentadas formas del barroco de los años 30 del siglo XIX.

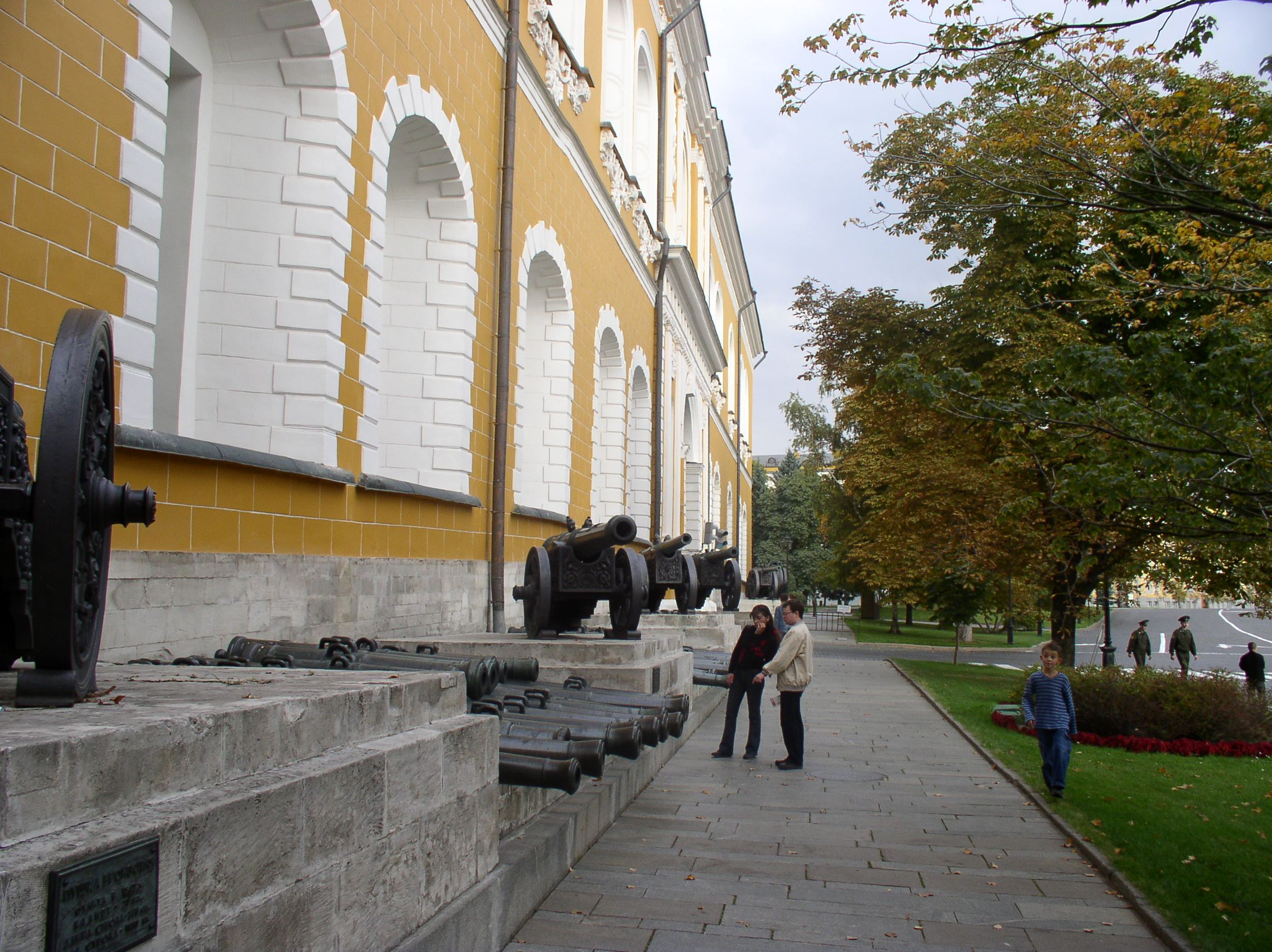
Vista de los cañones del Arsenal.

Desde 1960, a lo largo de las paredes del Arsenal se alinean varios cañones hechos por fundidores rusos, así como los cañones capturados por las tropas rusas al ejército de Napoleón en 1812. De éstos, 365 son franceses, 189 son austriacos, 123 son prusianos, 70 son italianos, 40 son napolitanos, 34 son bávaros, y 22 son holandeses. 
Actualmente es un edificio administrativo donde están ubicados los cuarteles del Regimiento del Kremlin y los servicios de la comandancia del Kremlin.